# Masao Kitagawa
Masao Kitagawa (japanska: 北川 政夫, Kitagawa Masao), född  1910, död 1995, var en japansk botaniker specialiserad på ormbunkar.
Auktorsnamnet Kitag. kan användas för Masao Kitagawa i samband med ett vetenskapligt namn inom botaniken; se Wikipediaartiklar som länkar till auktorsnamnet.